# Фатьма-султан (дочь Абдул-Меджида I)
Фатьма́-султа́н (тур. Fatma Sultan), также Фатыма́-султа́н (тур. Fatıma Sultan; октябрь / ноябрь 1840 года, Стамбул — 1883 / 26 августа 1884 года, там же) — дочь османского султана Абдул-Меджида I от его четвёртой жены Гюльджемаль Кадын-эфенди, полнородная сестра султана Мехмеда V.
Фатьма была старшей из переживших младенчество дочерей Абдул-Меджида I. В 1851 году вместе с братом и сестрой она была отдана на воспитание главной жене отца Серветсезе Кадын-эфенди, поскольку их мать скончалась от туберкулёза. В этом же году Фатьма была обручена с Али Галиб-беем, сыном великого визиря Мустафы Решида-паши, за которого и вышла замуж три года спустя. Брак был политизированным и несчастливым. В 1858 году возвращаясь домой на лодке с одной из вечеринок Али Галиб утонул, вскоре скончалась и общая дочь Фатьмы и Али Галиба-паши Джемиле.
Фатьма пробыла вдовой всего пять месяцев: в 1859 году Абдул-Меджид I выдал дочь за камергера Мехмеда Нури-бея, которому даровал титул паши и должность одного из визирей. До конца правления отца и в правление дяди Абдул-Азиза Фатьма вела неприметную жизнь. Недолгое возвышение Фатьмы-султан и Мехмеда Нури произошло в 1876 году, когда султаном стал единокровный брат султанши Мурад V, с которым Фатьма была очень близка. Когда Мурад V был свергнут, а на троне оказался Абдул-Хамид II, ещё один единокровный брат Фатьмы, который инициировал расследование смерти Абдул-Азиза, в результате которого Мехмед Нури был сослан в крепость Таифы, где и скончался в 1883 году.
Овдовев во второй раз, Фатьма вела затворнический образ жизни и ненадолго пережила Мехмеда Нури. Из-за сложных отношений с Абдул-Хамидом II Фатьма была похоронена не рядом с отцом или дедом, как полагалось, а в одном из мавзолеев Новой мечети. Всё её имущество было передано в казну.

## Биография

### Происхождение и ранние годы

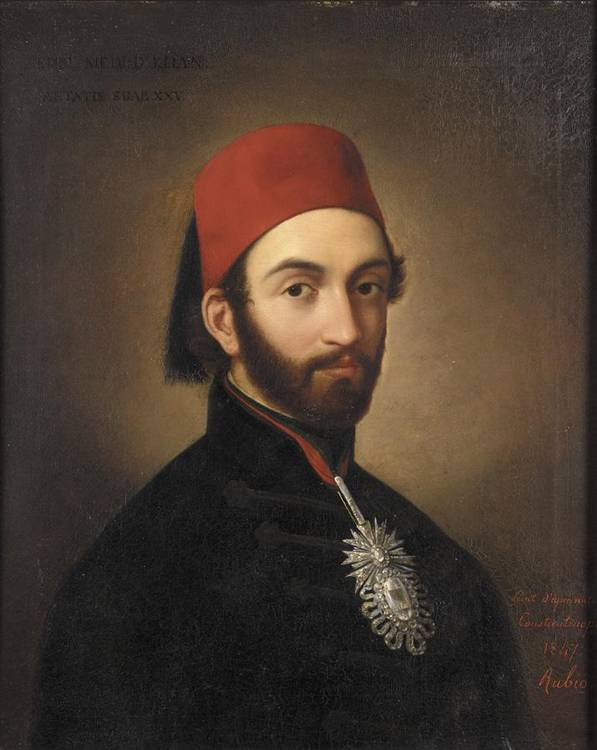
Отец Джемиле Абдул-Меджид I в молодости. Портрет кисти Луиджи Рубио, около 1848

Фатьма-султан родилась 1 октября, 16 октября, 31 октября или 1 ноября 1840 года в гареме дворца Бешикташ в Стамбуле и была дочерью Абдул-Меджида I от его четвёртой жены Гюльджемаль Кадын-эфенди. Когда Фатьма родилась, её отцу было всего семнадцать лет, а сама она стала старшей из переживших младенчество дочерей султана. У Фатьмы был один полнородный брат — будущий султан Мехмед V — и, по разным данным, одна или три сестры; кроме того, у девочки было более 35 единокровных братьев и сестёр.
Как и рождение других султанских детей, появление Фатьмы пышно праздновали: на протяжении трёх дней по пять раз в день палили пушки, в домах и на базарах развешивали праздничную иллюминацию, а из дворца в провинции и иностранные посольства отправлялись каллиграфические послания, сообщавшие о рождении султанши. Поэты того времени писали многочисленные оды на рождение Фатьмы в сложной консонантной форме (абджад). В гареме устраивали развлечения и «колыбельные шествия» (тур. beşik alayı); жёны государственных чиновников приезжали во дворец, чтобы поздравить Гюльджемаль с рождением дочери. Мать Абдул-Меджида валиде Безмиалем-султан была рада рождению внучки и, как и её сын-султан, преподнесла невестке дорогие подарки. К Фатьме были приставлены кормилица и служанка. Чиновникам, военным и улемам, пришедшим во дворец, чтобы поздравить султана, раздавали шербет.
Мать Фатьмы Гюльджемаль Кадын-эфенди умерла в 1851 году от туберкулёза; сама Фатьма, а также её брат Мехмед и сестра Рефия были отданы под опеку бездетной главной жене Абдул-Меджида I Серветсезе Кадын-эфенди.
Османский политик и историк Али Фуат Тюркгельди в воспоминаниях о юности султана Мехмеда V писал, что Мехмед Решад считал Фатьму-султан очень красивой, похожей на их мать, и весьма воспитанной султаншей.

#### Образование
20 сентября 1847 года после церемонии благословения бед-и бесмеле (тур. bed-i besmele) в Хайдарпаше Фатьма с братьями Мехмедом Мурадом и Абдул-Хамидом и сёстрами Джемиле и Рефиёй приступила к получению образования, начинавшегося с изучения Корана. Турецкий историк Недждет Сакаоглу отмечал, что Фатьма заставила отца провести церемонию благословения лично. На занятиях дети султана приходили одетыми в школьную форму и с сумой для Корана, усыпанной бриллиантами. Помимо классического дворцового образования Фатьма по желанию отца обучалась французскому языку у учителей-иностранцев и у учителя отца Сафвета-эфенди.
В 1849—1850 годах валиде Безмиалем-султан построила начальную школу, получившую название Мектеб-и Маариф-и Адлийе (тур. Mekteb-i Maarif-i Adliyye); Абдул-Меджид записал в него Фатьму и Мехмеда Мурада. Эбуззия Тевфик-бей писал, что на церемонию открытия школы её глава Кемаль-эфенди пригласил великого визиря Мустафу Решида-пашу и султана Абдул-Меджида, который лично отвёз детей в первый день. Тевфик так описал этот день: «Они [Фатьма и Мехмед Мурад] вошли в школу, держась за руки. У дверей школы они подошли к Кемалю-эфенди и [султан] сказал этим двум детям: „Поцелуйте руку Эфенди“. После чего обратился к учителю Кемалю-эфенди: „Я поручаю их твоему воспитанию. Я прошу [воспитывать] их наравне с другими студентами“». В конце года Абдул-Меджид присутствовал на экзамене, поздравил учителя Кемаля-эфенди с успешным завершением учебного года и сказал ему, что рассчитывает на помощь в обучении султанских детей. Затем султан заставил Фатьму и Мехмеда Мурада поцеловать руку Кемаля-эфенди. За успешное окончание года Фатьма и её брат получили школьные медали, однако отец заявил им, что дети не имеют права их носить до следующего года — пока вновь не сдадут экзамены. Сакаоглу отмечал тот факт, что дети султана посещали школу для обычных людей, а сам Абдул-Меджид настаивал, что вознаграждены должны были быть только за реальные успехи. Такое поведение султана было новым для тогдашнего общества. Хотя султанские дети не нуждались ни в процедуре регистрации, ни в прохождении экзаменов, Кемаль-эфенди направил в дворцовую школу нескольких учителей, чтобы обеспечить продолжение образования шехзаде и султанш на уровне Мектеб-и Маариф-и Адлийе.

### Первый брак

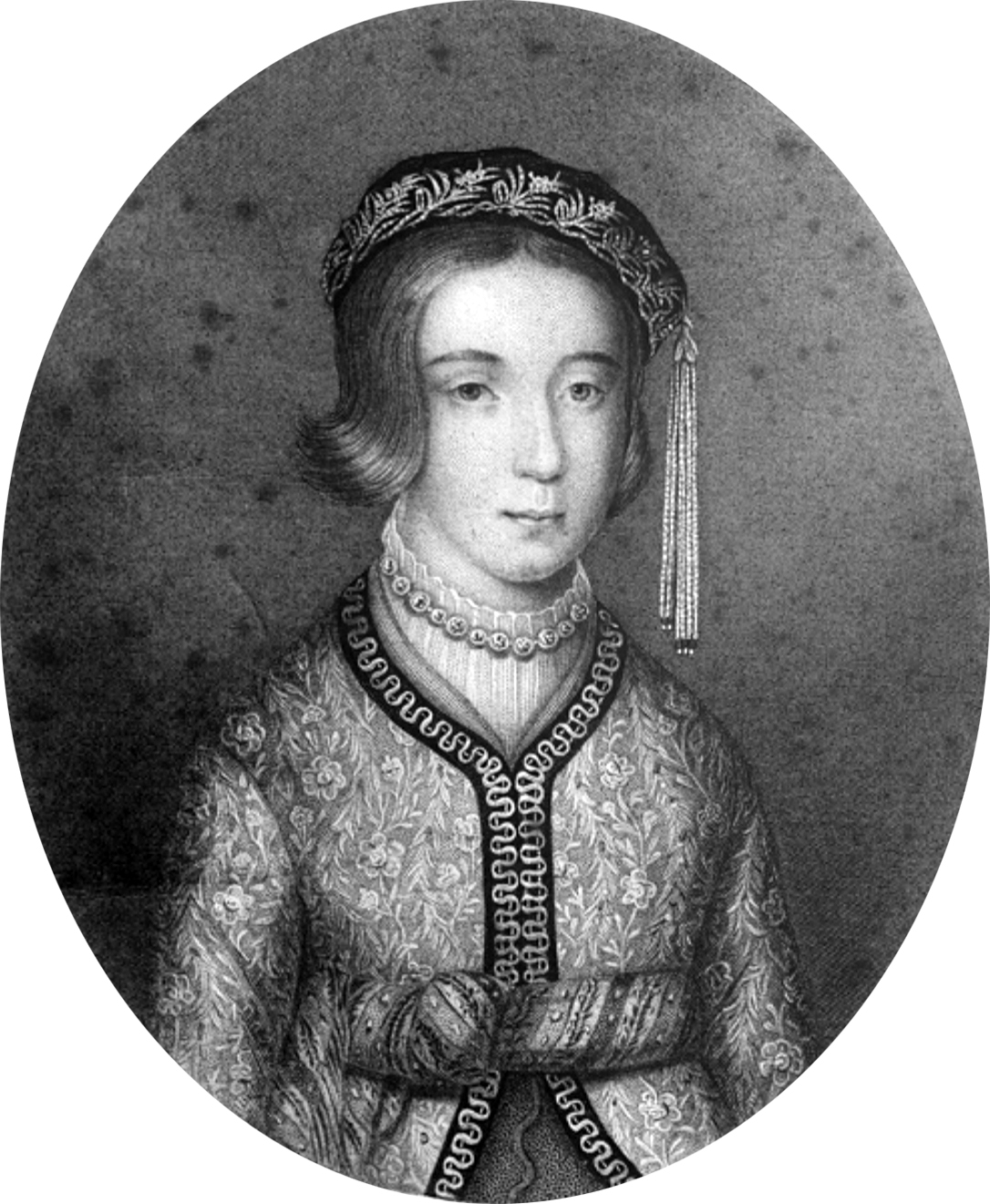
Фатьма-султан

В 1851 году одиннадцатилетняя Фатьма была обручена с Али Галиб-беем, сыном великого визиря Мустафы Решида-паши, которому на тот момент было 25 лет и который занимал пост посла в Париже. Брак преследовал политические цели: как считал Ахмед Джевдет-паша, Мустафа Решид, несмотря на и без того немалый авторитет при дворе, пожелал, чтобы его сын стал зятем династии, а Абдул-Меджид счёл полезным породниться с основателем Танзимата. Эти же мотивы подтверждала и Мелек-ханым, жена великого визиря Кыбрыслы Мехмеда-паши, в своих мемуарах. Ахмед Джевдет-паша отрицательно отзывался об этом союзе, он писал: «Для Решида-паши было большой ошибкой пойти на такие жертвы, чтобы сделать даматом своего сына. Его любимый сын Галиб-паша внезапно получил титул визиря и вошёл в совет министров, но Фатьма-султан не любила его, потому что он был невысокого роста и худым; между ними не было ни теплоты, ни преданности».
После заключения помолвки Али Галиб ждал три года, пока Фатьма достигнет необходимого возраста. В этот период отец Али Галиба был снят с поста великого визиря, из-за чего сам молодой человек опасался, что помолвка будет разорвана; однако, благодаря работе посредников, опасения Али Галиба не оправдались и была запланирована очень пышная свадьба. Подготовка к свадьбе должна была начаться в марте 1854 года, однако 12 марта в Стамбуле султан подписал союзнический договор с Великобританией и Францией, и против России была объявлена война. В Стамбул стали прибывать британские и французские войска. Османы посчитали, что свадьба Фатьмы может стать демонстрацией морального духа и силы в такой сложный для страны период. Однако между некоторыми государственными деятелями и Мустафой Решидом-пашой, возглавлявшим министерство иностранных дел, возникли трения из-за финансовой стороны дела. Мустафа Решид сообщил Абдул-Меджиду, что у него недостаточно средств для покрытия всех расходов на свадьбу; в конечном итоге, Мустафа Решид-паша продал султанскому казначейству пляжный дом в европейском стиле в Балталиманы, который, по мнению турецкого историка Недждета Сакаоглу, по своему великолепию мог составить конкуренцию султанским дворцам на Босфоре. Из денег, вырученных с этой сделки, была покрыта часть свадебных расходов, однако сам факт её заключения подвергся сильной критике. Ситуацию ещё больше усугубил тот факт, что дом, купленный султанским казначейством, был передан в пользование Фатьме-султан и Али Галибу.
Согласно Сакаоглу, религиозная церемония заключения брака была проведена шейх-уль-исламом Арифом Хикмет-беем в покоях Хырка-и Саадет дворца Топкапы, свадебные торжества (тур. sur-ı hümayun), начавшиеся 7 августа 1854 года, длились семь дней и семь ночей во дворце Чыраган; проводы Фатьмы в дом мужа состоялись 10 августа. В то же время, османист Энтони Олдерсон писал, что свадьба состоялась ещё 24 февраля 1854 года. Поскольку Фатьма первоначально проживала в приморском дворце Нешатабад в Дефтердарбурну, реконструированном для Хатидже-султан Меллингом, свадебный кортеж отбыл в Балталиманы морем. Французский майор де Вилле Франкё, ставший свидетелем свадебных торжеств, 2 сентября 1854 года опубликовал свои впечатления в журнале L’Illustration; он писал, что шествие, возглавляемое кетхюдой и состоявшее из более пятидесяти лодок и двух барж, было устроено «ярко, на восточный манер». Приданое майор оценил в шестьдесят миллионов, не уточняя, в какой валюте он вёл подсчёты. Среди приданого де Вилле Франкё указал украшения и драгоценные камни, соболиные меха, расшитые атласные платья и шали разных цветов, расшитая шёлком постель, обеденные, кофейные и хаммамные гарнитуры, украшенные драгоценными камнями зеркала, серебряную, фарфоровую и хрустальную посуду. Он также отмечал, что большую часть украшений Фатьме подарила её мачеха Серветсеза. Кроме того, новобрачным государственными чиновниками были отправлены подарки на общую сумму 500 тысяч золотом. Де Вилле Франкё отмечал, что «хотя четырёхкилометровая береговая линия между Чыраганом и Балталиманы была заполнена лодками и баржами, другие лодки всё ещё отходили от пристани дворца Чыраган. Люди же наблюдали за этой величественной процессией, заполнили берег».
После свадьбы Фатьма-султан и её супруг поселились в Балталиманы. Али Галиб, несмотря на свою молодость и неопытность, получивший звание визиря благодаря браку с дочерью султана и тому, что его отцом был один из министров султана, был назначен на важные должности. Среди прочего, ему было предоставлено место в парламенте. Однако брак не был счастливым: Фатьма была недовольна этим браком с первого дня. Она жаловалась брату Мехмеду Мураду, который как мог утешал и поддерживал сестру, но признавался, что ничего сделать не может, а помочь ей сможет только сам султан. В попытке смириться со своим положением Фатьма-султан стала тратить большие суммы денег и устраивать ночные прогулки; в конечном итоге, она оказалась должна казне 30 тысяч серебром. Когда Абдул-Меджид узнал об этом, он вызвал зятя к себе и отчитал его, обвинив в растрате. Мелек-ханым отмечала, что этот брак не принёс тех результатов, которых от него ожидали. Она писала: «Мужья султанш — почти рабы своих жён. Они не могут предстать перед ними без вызова. Если султанша не пригласит его, он вынужден оставаться в Селамлике и не смеет войти в гарем. Хотя молодой паша был чрезвычайно умён и очень предан султанше, он не смог добиться её расположения. Он мог оставаться в гареме только две ночи в месяц, и это причиняло ему сильную боль». В добавок к этому, Али Галиб заподозрил жену в связи с сыном одного из бывших министров; подозрения его подтвердились, когда в один из дней евнух принёс письмо, но, увидев пашу, отказался его отдать. Мелек отмечала, что когда Галиб удостоверился в неверности жены, он отправился к отцу и всё ему рассказал, а тот, в свою очередь, пошёл к султану. Однако у Абдул-Меджида Мустафа Решид не нашёл понимания: султан разозлился на Мустафу Решида-пашу, поскольку именно он настаивал на этом браке, а теперь пришёл жаловаться на султаншу. Абдул-Меджид прогнал визиря, что, по словам Мелек-ханым, вкупе с разочарованием его сына ускорило смерть Мустафы Решида-паши, наступившую 7 января 1858 года.
Брак Фатьмы и Али Галиба продлился всего четыре года — через восемь месяцев после смерти отца, 14 сентября 1858 года, когда паша возвращался в Балталиманы на лодке с одной из вечеринок в босфорских особняках, его лодку протаранил буксир и Али Галиб утонул. Мелек-ханым так описывала случившееся: «Прошло восемь месяцев со дня смерти его отца, и султанша не вызывала его [к себе] три недели. Чтобы подышать свежим воздухом, юноша решает переночевать в загородном доме богатого еврея [банкира] по имени Камондо. Он садится в лодку и развлекается среди банкира и его гостей. Ночью он снова садится в лодку. По пути домой перед ними внезапно появляется пароход, они сталкиваются, и хрупкая лодка разрушается. Несмотря на то, что два раба пытаются спасти своего хозяина, они все вместе тонут». Ахмед Джевдет-паша, близкий к семье Мустафы Решида, писал, что лодка столкнулась с английским паромом, а причиной случившегося стали плохая погода и пьяные лодочники; он добавлял, что стражник паши, который был очень хорошим пловцом, хотел вытащить хозяина, но паша крепко вцепился в него, и они оба утонули. Ахмед Джевдет также писал, что тела погибших доставали в течение недели, а тело самого Али Галиба-паши было найдено в воскресенье вечером — через два дня после случившегося — и, согласно Балыкхане Назыр Али Рызе-бею, было доставлено не в дом его жены Фатьмы, а в особняк его отца в Эмиргане и передано его матери, которая, увидев мёртвого сына, потеряла сознание. Лютфи Хафир Ахмед-паша в своём труде «История Лютфи» писал, что Али Галиб был похоронен рядом с отцом при мечети Анадолу Кавагы в Стамбуле. Улучай писал, что вскоре после случившегося с Али Галибом скончалась и дочь Фатьмы от него — Джемиле Ханым-султан; османский историк Сюрея Мехмед-бей отмечал, что девочка прожила всего несколько дней. Мелек-ханым писала, что хотя между Фатьмой и её супругом не было любви, было некое подобие дружбы; девятнадцатилетняя султанша тяжело переживала смерть мужа и долго не могла оправиться от случившегося, несмотря на поддержку отца-султана. Сакаоглу отмечал, что доподлинно неизвестно, была ли смерть паши случайностью или же он был убит.

### Второй брак, последние годы и смерть
Фатьма пробыла вдовой всего пять месяцев: в 1859 году Абдул-Меджид I посчитал, что сын Арифа-паши, камергер (мабейнджи) Мехмед Нури-бей станет подходящим мужем для вдовой дочери. Сама Фатьма, рассматривая возможность нового брака, желала себе в мужья одного из более красивых камергеров султана: Салиха-пашу или Осман-бея. В конечном итоге, 24 марта 1859 года по настоянию отца Фатьма вышла замуж за Мехмеда Нури, которому перед свадьбой были дарованы пост визиря и титул паши. Брак Фатьмы-султан и Мехмеда Нури-паши продлился 22 года. В этом браке она родила двоих детей — султанзаде Мехмеда Фуада-бея (1859—1862) и Эмине Лютфие Ханым-султан (1863—1866), однако и сын, и дочь умерли в детстве.
В 1861 году отец Фатьмы скончался, и на троне оказался его единокровный брат Абдул-Азиз. О жизни Фатьмы в период правления этого султана данных нет. 30 мая 1876 года Абдул-Азиз был свергнут и вскоре был обнаружен мёртвым при странных обстоятельствах. Новым султаном под именем Мурада V стал любимый брат Фатьмы Мехмед Мурад; он выделил Фатьме собственные апартаменты во дворце Долмабахче, а её мужа назначил личным камергером. Однако возвышение было недолгим: 93 дня спустя Мурад V был свернут с престола ввиду психического состояния, и султаном стал единокровный брат Фатьмы и Мурада Абдул-Хамид II. После свержения Мурад V был помещён в заключение во дворце Чыраган без права иметь какие-либо связи с внешним миром. Однако, как писал Сакаоглу, Фатьма-султан, вопреки запрету Абдул-Хамида II, однажды навестила брата. Когда она прибыла к воротам дворца, стражники отказались впустить её; Фатьма разозлилась и стала кричать, что никто не смеет мешать ей быть там, где она пожелает; когда она начала кричать, что не уйдёт, пока не увидит брата, Джевхер-ага, прибывший из Йылдыза, извинился перед госпожой и приказал открыть ворота. Кроме того, Фатьма вместе с единокровными братьями Сулейманом Селимом-эфенди и Ахмедом Кемаледдином-эфенди, единокровной сестрой Сенихой-султан и мужем последней Махмудом Джелаледдином-пашой участвовала в организации заговора Али Суави, целью которого было нападение на дворец Чыраган 20 мая 1878 года и вызволение Мурада V с семьёй из заточения.
В 1881 году Абдул-Хамид инициировал расследование смерти Абдул-Азиза, по итогам которого было признано, что свергнутый султан был убит. Следствие признало супруга Фатьмы-султан одним из участников этого убийства. Мехмед Нури-паша предстал перед судом в Йылдызе, после чего вместе с другими обвиняемыми был сослан в крепость Таифы, по дороге помутился рассудком и умер в крепости в 1883 году. После случившегося Фатьма, по сведениям Улучая, удалилась в свой дворец, где вела затворническую жизнь.
Фатьма-султан ненадолго пережила мужа: согласно Сакаоглу и Улучаю, она скончалась в воскресенье 26 августа 1884 года в Стамбуле в возрасте 44 лет, однако Энтони Олдерсон и Сюрея Мехмед-бей датировали смерть Фатьмы 1883 годом. По традиции она должна была быть похоронена в мавзолее деда Махмуда II или рядом с отцом в мавзолее при мечети Селима Явуза, однако Абдул-Хамид II был зол на сестру и приказал похоронить её в Новой мечети. Через шесть лет после её смерти по приказу Абдул-Хамида всё её ценное имущество, составлявшее 22 сундука, было передано в казну.

## Комментарии
1. ↑  Ахмед Джевдет-паша писал, что Фатьма родилась 6 рамадана 1256 года по хиджре[5].
2. ↑  Среди детей Гюльджемаль мемуарист Харун Ачба, Филизтен Ханым-эфенди, турецкие историки Недждет Сакаоглу и Чагатай Улучай называют двоих дочерей и сына: Фатьму, Рефию и Мехмеда V Решада[14][10][9][12]. В то же время, османист Энтони Олдерсон называет детьми Абдул-Меджида I от Гюльджемаль четырёх дочерей и сына: Фатьму, Рефию, Хатидже, Мехмеда V Решада и Рукие[1].
3. ↑  Мурад V был всего на девять дней старше Фатьмы[6].
4. ↑  Турецкий историк Чагатай Улучай писал, что обручение состоялось, когда Фатьме было 14 лет[2].
5. ↑  Улучай писал, что проводы Фатьмы состоялись ещё 7 августа[2].